# Tag der Republik (Indien)

Flagge Indiens

Der Tag der Republik (Republic Day) ist ein Nationalfeiertag in Indien am 26. Januar. Obwohl Indien bereits am 15. August 1947 unabhängig wurde, ist die Verfassung des Staates (Constitution of India) erst am 26. Januar 1950 in Kraft getreten. Bis zu diesem Tag war der britische Monarch als Kaiser von Indien Staatsoberhaupt. Die in dieser Verfassung verankerte Staatsform Republik gab dem Feiertag seinen Namen.

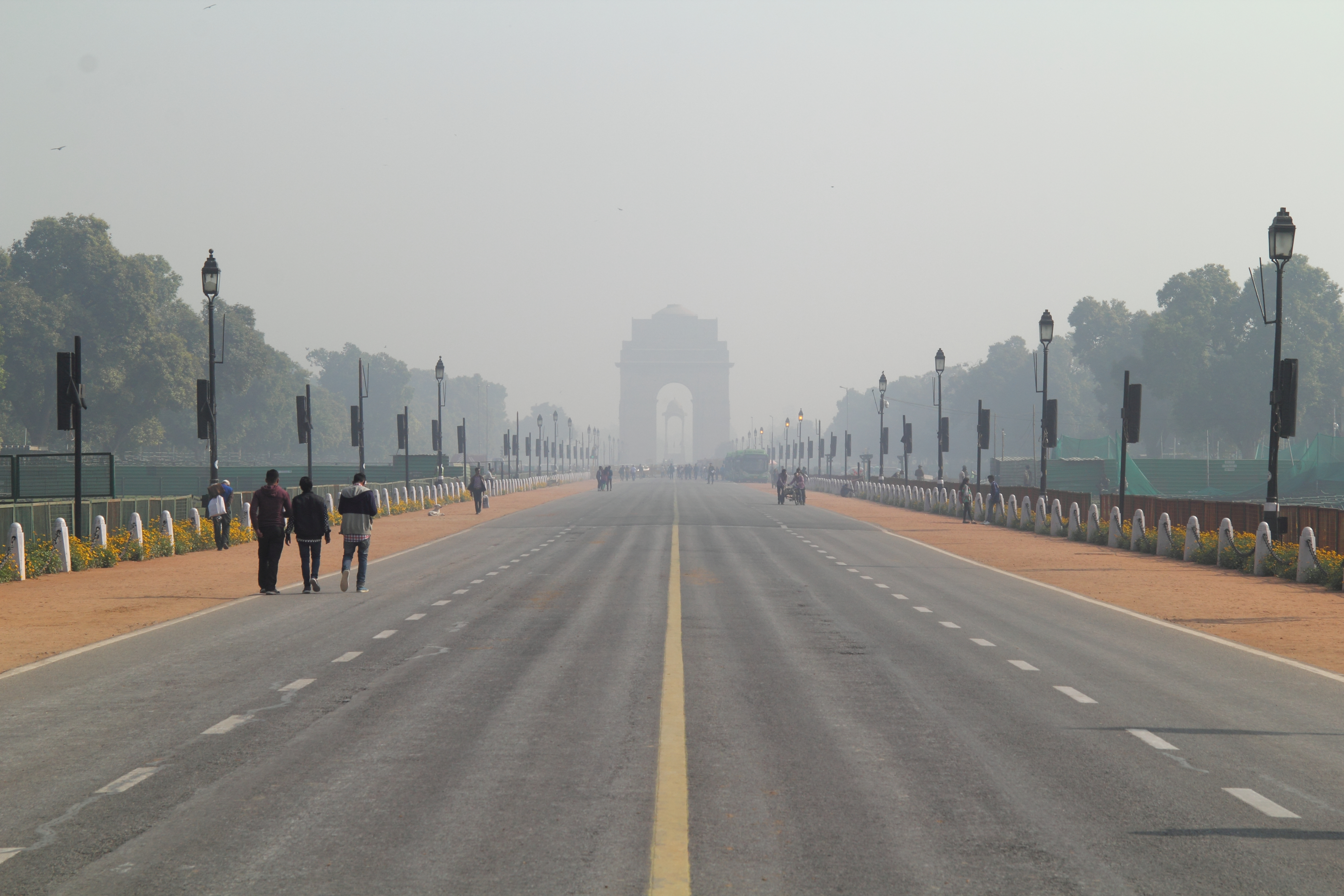
Die Zeremonialstraße (Rajpath) während der Vorbereitungen zur jährlichen Parade mit Blick auf das India Gate

Um der Bedeutung dieses Tages gebührend Ausdruck zu verleihen, findet an diesem Tag jährlich eine Militärparade in der Hauptstadt Neu-Delhi statt. Sie führt von einer Anhöhe (Raisina Hill) vor dem Präsidentenpalast (Rashtrapati Bhavan) die breite Allee (Rajpath) entlang zum India Gate und von da aus zum Roten Fort nach Alt-Delhi. Die verschiedenen Regimenter der Land-, See- und Luftstreitkräfte marschieren in Paradeuniform, der indische Präsident, seines Amtes Oberbefehlshaber der Streitkräfte, empfängt den Salut. Die Parade umfasst auch eine Kampffahrzeugsschau, Schiffsparade und endet traditionell mit dem Vorbeiflug der Jets der indischen Luftstreitkräfte (Indian Air Force).

## Geschichte des Tags der Republik
Indien erlangte am 15. August 1947 im Zuge der indischen Unabhängigkeitsbewegung die Unabhängigkeit vom britischen Königreich. Die Unabhängigkeit kam durch den Indian Independence Act 1947 zustande, der Britisch-Indien in die beiden neuen unabhängigen Dominions des British Commonwealth aufteilte (später Commonwealth of Nations). Indien erlangte am 15. August 1947 seine Unabhängigkeit als konstitutionelle Monarchie mit Georg VI. als Staatsoberhaupt und Earl Mountbatten als Generalgouverneur. Das Land verfügte jedoch noch nicht über eine dauerhafte Verfassung, sondern seine Gesetze basierten auf dem modifizierten kolonialen Government of India Act 1935. Am 29. August 1947 wurde eine Resolution zur Ernennung eines Ausschusses zur Ausarbeitung einer ständigen Verfassung eingebracht, dessen Vorsitzender Dr. B. R. Ambedkar war. Während am Unabhängigkeitstag die Befreiung Indiens von der britischen Herrschaft gefeiert wird, wird am Tag der Republik das Inkrafttreten der Verfassung gefeiert. Der Ausschuss erstellte einen Verfassungsentwurf, der am 4. November 1947 der verfassungsgebenden Versammlung vorgelegt wurde. Die Versammlung tagte 166 Tage lang in öffentlichen Sitzungen, die sich über zwei Jahre, 11 Monate und 18 Tage erstreckten, bevor sie die Verfassung verabschiedete. Die 308 Mitglieder der Versammlung unterzeichneten am 24. Januar 1950 zwei handgeschriebene Exemplare des Dokuments (eines in Hindi und eines in Englisch). Zwei Tage später, am 26. Januar 1950, trat die Verfassung in der ganzen Nation in Kraft. An diesem Tag trat Dr. Rajendra Prasad seine erste Amtszeit als Präsident der Indischen Union an. Die verfassungsgebende Versammlung wurde nach den Übergangsbestimmungen der neuen Verfassung zum indischen Parlament. Am Vorabend des Republikstages wendet sich der Präsident an die Nation.